# هيو إكس. لويس
هيو إكس. لويس (بالإنجليزية: Hugh X. Lewis)‏ هو كاتب أغاني أمريكي، ولد في 7 ديسمبر 1932 في Yeaddis, Kentucky ‏ في الولايات المتحدة.

## وصلات خارجية
- هيو إكس. لويس على موقع IMDb (الإنجليزية)
- هيو إكس. لويس على موقع ميوزك برينز (الإنجليزية)
- هيو إكس. لويس على موقع ديسكوغز (الإنجليزية)
- هيو إكس. لويس على موقع قاعدة بيانات الفيلم (الإنجليزية)